# Marja Cerkovnik
Marja Cerkovnik (prv. Marija Vera Blagotinšek), slovenska novinarka, urednica, publicistka in književnica, * 23. avgust 1928, Metlika, † 2012.
Končala je gimnazijo v Celju (1947) in študij slavistike na Univerzi v Ljubljani ter se je zaposlila v novinarstvu. V letih 1958−1986 je delala na Radioteleviziji Slovenija; bila tu urednica mladinskih, izobraževalnih  in kulturno-umetniških programov ter vodja televizijske izvedbe. Znala je izkoriščati medijske posebnosti televizije in je ustvarila mnoge odmevne družbeno angažirane oddaje. Objavila je tudi okoli 70 črtic, zgodb za otroke v slovenskem, jugoslovanskem in tujem mladinskem tisku, pripravila številne oddaje za radio in televizijo ter izdala več otroških knjig in slikanic. Za življenjsko delo je prejela Tomšičevo nagrado.